# Константин Доранит
Константин Доранит (ср.-греч. Κωνσταντίνος Δωρανίτης; первая половина XIV века, Трапезунд — вторая половина XIV века) — трапезундский высший сановник, аристократ, политик и военачальник. Представитель династии Доранит. Участник длинной серии заговоров против императоров Трапезунда.

## Биография
Константин Доранит родился в первой половине XIV века в столице Трапезундской империи, городе Трапезунде. Он принадлежал к роду Доранит, представителям трапезундской греческой аристократии.
В первой половине XIV века аристократия Трапезундской империи была представлена в основном двумя крупными кланами — Схолариями и Амирджандариями. Первые из них в своей политике занимали провизантийскую позицию, ориентируясь на Константинополь. Вторые были сторонниками независимого развития Трапезундской империи. Когда император Василий из династии Великих Комнинов скончался в 1340 году, его вдова Ирина Палеологиня заняла престол, однако из-за отсутствия у неё потомков мужского пола, она не смогла надолго укрепиться. В стране развернулось обширное противостояние, в котором династия Доранитов во главе с Константином заняла сторону Схолариев и начала с ними тесное сотрудничество. Когда в 1340 году Схоларии выступили против императрицы, они заняли оборону в великом монастыре, посвящённом святому Евгению, который был большой крепостью над ущельем, что окружал захваченную людьми Ирины цитадель. Константин Доранит со своей семьёй встал на сторону мятежников. О его роли в попытке свержения точных данных нет. Мятеж закончился, по словам современного греческого историка Пенелопы Воугиоуклаки, «бесславно», когда войска империи во главе с Иоанном захватили монастырь. Данные о том, был ли Константин среди арестованных мятежников, также отсутствуют.
После мятежа против Ирины Константин на год пропадает из источников, до 1341 года о нём ничего не известно. В 1341 году он, согласно историку Михаилу Панарету, стал участником заговора, организованного против императрицы Анны, сестры Василия Великого Комнина. Последняя после прихода к власти приблизила к себе Амирджандариев, из-за чего остальные кланы регулярно устраивали против неё заговоры. Вместе с сыном Иоанном, Никитой Схоларием и братьями Григорием и Михаилом Мицоматами Константин отплыл в Константинополь на генуэзском корабле, чтобы уговорить Михаила, брата императора Алексея II, принять власть. Там группа познакомилась с его сыном, Иоанном, и предложила ему корону. В июле 1341 года вместе они отплыли в Трапезунд. Их сопровождал «отряд латинян», 2 или 3 итальянских корабля. По их прибытии Анну задушили, а 9 сентября Иоанн получил корону.
2 года спустя Константин принял участие в возведении на престол отца Иоанна Михаила, когда император не захотел возвращать родителя из ссылки, куда его определила Анна. Такое отношение настроило аристократические кланы против императора и привело к его свержению. 24 июня 1344 года Михаил заполучил престол. Константин получил в награду титул протовестиария, а другие заговорщики — прочие, не менее почётные титулы и звания. Михаил вознаградил всех членов фракции Схолариев — Доранитов, Мицоматов, Каваситов, Чахинитов.
Пришедший к власти после Михаила император Алексей III Великий Комнин не смог стать консенсусным кандидатом среди многочисленных противоборствующих кланов Трапезунда. В зависимости от обстоятельств он варьировал между кланами, не упуская возможности арестовать видных их представителей. Это привело к обострению внутриполитической обстановки и продолжению гражданской войны. Константин вместе со своим братом Феодором, который занимал пост великого стратопедарха, а также некоторые другие члены семьи Доранит, имена которых не фигурируют в источниках, были взяты под стражу и на короткое время попали в тюрьму, предназначенную специально для непокорной знати. Это произошло в 1350 году, когда «отметилась смута и волнение среди архонтов» и всех Доранитов «постигла катастрофа». Карпов также писал, что они были отпущены уже в июне того же 1350 года.
Вновь в источниках Константин появился в сентябре 1352 года как мятежник против власти императора Алексея. Центром его восстания была Лимния, где, по предположению Воугиоуклаки, он установил собственную автономную власть. По невыясненной причине он подвергся атаке трапезундских сил во главе с матерью императора Ириной Трапезундской. Информации же о дальнейшей деятельности Константина не сохранилось. По словам Воугиоуклаки, он скончался во второй половине столетия.